# Marcus Tyus
Marcus Darnell Tyus (* 16. Mai 1994 in Ramsey, Minnesota) ist ein US-amerikanischer Basketballspieler.

## Karriere
Tyus spielte von 2012 bis 2017 für die Omaha Mavericks, die Basketballmannschaft der University of Nebraska Omaha. Im Spieljahr 2015/16 setzte er wegen eines Kreuzbandrisses als Redshirt aus, wodurch er im darauffolgenden Jahr noch eine Saison spielberechtigt war. Nach einer Saison beim MBK Handlová in der Slowakischen Basketballiga spielte er für zwei Jahre bei Borås Basket in der schwedischen Basketligan. Mit seinem neuen Verein wurde er 2019 Vizemeister und war mit 19,9 Punkten pro Spiel der beste Schütze seines Teams. Im Anschluss verlängerte er seinen Vertrag um ein Jahr und gewann 2020 mit seiner Mannschaft die erste Meisterschaft der Vereinsgeschichte. Im Dezember 2020 gab der deutsche ProA-Verein Science City Jena die Verpflichtung des Shooting Guards bekannt.